# Берјаз ет Кастелжо
Берјаз ет Кастелжо (фр. Berrias-et-Casteljau) је насељено место у Француској у региону Рона-Алпи, у департману Ардеш.
По подацима из 2011. године у општини је живело 684 становника, а густина насељености је износила 25,89 становника/km².

## Демографија
| 1962. | 1968. | 1975. | 1982. | 1990. | 2011. |
| ----- | ----- | ----- | ----- | ----- | ----- |
| 651   | 622   | 614   | 536   | 541   | 684   |